# Wright R-540
Il Wright R-540 Whirlwind fu un motore aeronautico radiale a cinque cilindri raffreddato ad aria sviluppato dall'azienda statunitense Wright Aeronautical Corporation nei tardi anni venti del XX secolo.
Prodotto in serie tra la fine degli anni venti ed il decennio successivo, noto anche con il nome di J-6 Whirlwind Five (o J-6-5), fu il membro di minor cilindrata della famiglia di motori identificata complessivamente con il nome Whirlwind.

## Storia del progetto
Nel 1928 la Wright Aeronautical Corporation presentò la famiglia di motori aeronautici J-6 Whirlwind per sostituire il precedente motore a nove cilindri R-790; si trattava di una serie di motori realizzati utilizzando una struttura modulare assemblando un numero variabile di cilindri per ottenere unità dalla differente cilindrata. Oltre all'R-540, della medesima famiglia facevano parte un motore a sette e uno a nove cilindri.
Quando, il 1º febbraio 1928, le autorità militari statunitensi provvidero a standardizzare il sistema di nomenclatura dei motori aeronautici, il J-6-5 ricevette la denominazione di "R-540", utilizzata in seguito anche dal costruttore che abbandonò quindi la denominazione commerciale "J-6".
Sebbene derivato dall'R-790, del quale manteneva la misura della corsa, il nuovo R-540 si caratterizzava per l'alesaggio di dimensioni maggiori e per la sovralimentazione mediante l'utilizzo di un compressore meccanico che ne incrementava la potenza erogata.
Nel tempo la Wright provvide a migliorare le caratteristiche del motore realizzandone alcune varianti, di cui una dotata anche di sistema di riduzione dei giri dell'elica.
Il Wright R-540 fu anche prodotto su licenza dall'azienda spagnola Hispano-Suiza con la denominazione di Hispano-Suiza 5Q (oppure Hispano-Wright 5Q); l'unica modifica introdotta dall'azienda spagnola nella realizzazione del motore era la nitrurazione delle parti in acciaio, processo industriale di cui deteneva il brevetto.

## Impiego operativo
Il Wright R-540 conobbe un iniziale periodo di successo, con oltre 400 esemplari costruiti nel solo 1929, anche grazie all'abbinamento con il Curtiss Robin, un aereo da turismo molto popolare all'epoca. In seguito, anche a causa della grande depressione, le vendite conobbero una drastica riduzione tanto che negli otto anni successivi furono solamente 100 le unità messe in commercio e l'azienda (nel frattempo fusasi con la Curtiss Aeroplane and Motor Company per dare vita alla Curtiss-Wright Corporation)  decise di abbandonarne la produzione nel 1937.
Installato esclusivamente su aerei leggeri, il cinque cilindri della Wright non ebbe numerose occasioni per entrare nella storia tuttavia vi furono un paio di eccezioni.
Nel mese di luglio del 1935 i fratelli Fred e Alfred Keys portarono a termine, nei cieli di Meridian (nello Stato del Mississippi) un volo di oltre 27 giorni sul loro Curtiss Robin J-1 (modificato personalmente), rifornito in volo.
Tre anni dopo, nel luglio del 1938, Douglas Corrigan (aviatore texano) passò alla storia per aver compiuto una trasvolata atlantica che lo condusse da New York a Dublino, ancora una volta a bordo di un Curtiss Robin. La vicenda guadagnò l'onore delle cronache perché Corrigan, che si era visto negare dalle autorità il permesso di tentare il volo, dichiarò (al termine di un volo di oltre 28 ore) di aver compiuto un grossolano errore prendendo per riferimento l'estremità sbagliata dell'ago della bussola guadagnandosi così il soprannome di "Wrong Way" ("direzione sbagliata").

## Mezzi utilizzatori
- Curtiss Robin 4C-2
- Curtiss-Wright CW-16E
- Detroit-Parks P-2
- Emsco B-7
- Fairchild KR-34
- G.A.C. 102E Aristocrat
- Saro Cloud
- Spartan C3-165
- Stinson Junior
- Travel Air E-4000
- Waco 10

### Annotazioni
1. ↑  "Vortice" o "mulinello", in lingua inglese.
2. ↑  Formato cioè da unità standardizzate, costituite da elementi uguali o aventi dimensioni in proporzione o multiple tra loro.
3. ↑  Da allora i motori furono denominati secondo la disposizione dei cilindri ("R", indicava quindi un motore radiale) e la cilindrata espressa in pollici cubi.

### Fonti
1. 1 2  ATC 23, in "faa.gov".
2. ↑  Lage, 2003, pp. 152-163.
3. ↑  Flight, 4 luglio 1935, p. 12.
4. ↑  Douglas "Wrong Way" Corrigan, in www.centennialofflight.net.

### Pubblicazioni
- (EN) The Four Winds - Sky Squatters, in Flight, Sutton, Surrey - UK, Reed Business Information Ltd., 4 luglio 1935,  p. 12. URL consultato il 4 novembre 2018.
- (EN) Courageous, but..., in Flight, Sutton, Surrey - UK, Reed Business Information Ltd., 21 luglio 1938,  p. 597. URL consultato il 4 novembre 2018.
- (EN) The Year that has Passed - July, in Flight, Sutton, Surrey - UK, Reed Business Information Ltd., 29 dicembre 1938,  p. 597. URL consultato il 4 novembre 2018.